# Soul of a New Machine
Albums de Fear Factory
Fear is the Mindkiller (EP)
(1993)
Soul of a New Machine  est le premier album de Fear Factory sorti en 1992. Il se distingue dans la discographie du groupe par un son plus axé sur le death metal voire le grindcore, contrairement aux albums qui suivront.

## Pistes
- Toutes les musiques sont signées par Dino Cazares et Raymond Herrera, sauf indications.
- Toutes les paroles sont signés par Burton C. Bell, sauf indications.

1. Martyr - 4:06
2. Leechmaster - 3:54
3. Scapegoat - 4:33
4. Crisis - 3:45
5. Crash Test - 3:46
6. Flesh Hold - 2:31
7. Lifeblind - 3:51
8. Scumgrief - 4:07
9. Natividad - 1:04
10. Big God/Raped Souls - 2:38
11. Arise Above Oppression (paroles : Bell et Cazares) - 1:51
12. Self Immolation - 2:46
13. Suffer Age (paroles : Cazares) - 3:40
14. W.O.E - 2:33
15. Desecrate - 2:35
16. Escape Confusion (paroles : Cazares) - 3:58
17. Manipulation - 3:29

## Composition du groupe
- Burton C. Bell − Chant
- Dino Cazares − Guitare
- Andrew Shives − Basse
- Raymond Herrera − Batterie